# Elige tu propia aventura
Elige tu propia aventura —título original en inglés: Choose your Own Adventure— es el nombre de una serie de libros juveniles de hiperficción explorativa, también conocidos como «librojuegos», en los que el lector toma decisiones sobre la forma de actuar que tienen los personajes y modifica así el transcurrir de la historia.
Fueron escritos por el novelista estadounidense Edward Packard (n. 1931).
Al inicio, entre 1979 y 1998, la serie se publicó en inglés bajo el sello de Bantam Books.
Las primeras traducciones al español se publicaron en los años 1980. A finales de esa misma década aparecieron también títulos en catalán/valenciano (con el nombre "Tria la teva aventura" y un característico color azul en la portada) y en euskera ("Aukeratu zeure aventura").
En México en 2008, Editorial Terracota tradujo y reeditó la serie en un formato de bolsillo, que actualmente se encuentra a la venta en librerías. En Argentina fueron publicados por Editorial Atlántida a partir de 1984, y en España fueron reeditados varios títulos por la Editorial SM. En 2015 se reeditaron mediante la editorial Artemisa.

## Lema
El lema de esta serie de libros es:

Las posibilidades son múltiples; algunas elecciones son sencillas, otras sensatas, unas temerarias... y algunas peligrosas. Eres tú quien debe tomar las decisiones. Puedes leer este libro muchas veces y obtener resultados diferentes. Recuerda que tú decides la aventura, que tú eres la aventura. Si tomas una decisión imprudente, vuelve al principio y empieza de nuevo. No hay opciones acertadas o erróneas, sino muchas elecciones posibles.

## Método de lectura
En los libros de Elige tu propia aventura, la historia está narrada en segunda persona, como si el lector fuera el protagonista del libro. Tras una introducción a la historia, se ofrece al lector la posibilidad de elegir por primera vez entre distintas opciones que determinarán las acciones que emprenda el protagonista.
Por ejemplo, la primera disyuntiva que aparece en El abominable hombre de las nieves es:

Si decides cancelar tu cita con Runal y buscar a Carlos, pasa a la página 7.

Si crees que Carlos está bien y sigues con la idea de ver a Runal, pasa a la página 8.

Cada opción envía al lector a una página distinta dentro del libro. De esta forma, el relato pasa de tener una estructura lineal a una con ramificaciones. Hay muchos finales, unos buenos y otros malos, dependiendo de la astucia del lector o de si ha tomado una decisión ética. En estos libros suele premiarse la prudencia, la inteligencia o la bondad. Estimulan las ganas de leer y la capacidad de decisión. Los niños comprenden que sus decisiones pueden ser relevantes.

### Tipos de final
Los tipos de final de los libros incluyen:
- Al menos un final (a veces más) con una solución que se desea mucho y que implica el éxito del protagonista en su misión. A menudo incluye desentrañar un misterio y una recompensa económica.
- Varios finales que concluyen con la muerte del protagonista, alguno de sus compañeros en la aventura o ambos, como resultado de una decisión incorrecta. También se incluyen aquí finales muy negativos (como, por ejemplo, un arresto o un encarcelamiento).
- Otros finales pueden ser satisfactorios (pero no el final más deseable) o insatisfactorios (pero no tan malos como los otros).
- Ocasionalmente, el lector puede encontrarse «atascado» en un círculo vicioso en el que siempre acaba en la misma página (a menudo acompañado de alguna referencia a que la situación le resulta familiar), como resultado de alguna elección particular. En este punto su única opción es volver a comenzar el libro.
- Un libro, OVNI 54-40, de Edward Packard, trata acerca de la búsqueda de un paraíso que nadie puede alcanzar de forma activa. Una de las páginas de ese libro describe cómo el protagonista encuentra ese paraíso y vive feliz para siempre, pero este final solo se puede encontrar si el jugador ignora las reglas y busca en el libro de forma aleatoria. En el final se felicita al lector por descubrir la manera de encontrar el paraíso.

## Impacto
Elige tu propia aventura ha sido una de las series de libros infantiles y juveniles más populares de los años 1980 y 1990. Publicaciones de la industria editorial tales como Publishers Weekly y School Library Journal  vendieron de más de doscientos cincuenta millones de ejemplares entre 1979 y 1998.
 Ha sido traducida a 38 idiomas distintos. La serie ha sido ampliamente reconocida por el inusual desafío que representa para los jóvenes lectores y por cautivar a un público nuevo. La serie se ha utilizado en aulas desde la escuela primaria hasta la universidad.

## Colecciones
Existen varias colecciones dentro de la saga, tales como Elige tu propia aventura, Elige tu propia aventura Globo Azul (dirigida a primeros lectores), Elige tu primera aventura, Elige tu propia aventura - Halcones del espacio, Elige tu propia aventura - Las aventuras del joven Indiana Jones, Elige tu propia superaventura y Elige tu propio escalofrío (serie de terror), entre otras.

## Títulos de la serie (ediciones anteriores a 2009)

### Elige tu propia aventura
Esta colección se compone de 90 números:
- 1. La cueva del tiempo
- 2. Las joyas perdidas de Nabooti
- 3. Tu clave es Jonás
- 4. El abominable hombre de las nieves
- 5. ¿Quién mató a H. Thrombey?
- 6. OVNI 54-40
- 7. El gran rallye
- 8. El reino subterráneo
- 9. Más allá del espacio
- 10. El castillo prohibido
- 11. ¡Naufragio!
- 12. El secreto de las pirámides
- 13. Evasión
- 14. Perdido en el Amazonas
- 15. Prisionero de las hormigas
- 16. El misterio de Chimney Rock
- 17. El expreso de los vampiros
- 18. Supervivencia en la montaña
- 19. El submarino fantasma
- 20. La guarida de los dragones
- 21. El tesoro del galeón hundido
- 22. Odisea en el hiperespacio
- 23. Superordenador
- 24. La tribu perdida
- 25. Patrulla Espacial
- 26. Viaje submarino
- 27. En globo por el Sáhara
- 28. Sabotaje
- 29. El trono de Zeus
- 30. Viaje a Stonehenge
- 31. El desafío de Robin Hood
- 32. Te conviertes en tiburón
- 33. Sombra mortal
- 34. El misterio del medallón escocés
- 35. Cazador de fantasmas
- 36. El tesoro secreto del Tíbet
- 37. Safari fotográfico
- 38. La magia del unicornio
- 39. Peligro en la tierra
- 40. Odisea en el Gran Cañón
- 41. El amo del poder maligno
- 42. El misterio del albergue del eco
- 43. El secreto de los ninja
- 44. La sirena perdida
- 45. El misterio de la habitación secreta
- 46. La trompeta del terror
- 47. La ceremonia del té
- 48. Más allá de la frontera
- 49. El triángulo de las Bermudas
- 50. Regreso a la cueva del tiempo
- 51. La cimitarra de plata
- 52. La maldición de Batterslea Hall
- 53. El rey de la seda
- 54. Mundos paralelos
- 55. El misterio del rock and roll
- 56. La montaña del águila
- 57. La flecha fantasma
- 58. La mina del ancla
- 59. La isla del terror
- 60. El reino encantado
- 61. La isla de la caña de azúcar
- 62. El árbol de los espíritus
- 63. El misterio de la casa roja
- 64. El hechizo de la Estatua de la Libertad
- 65. El tesoro del dragón de ónice
- 66. El campeón de monopatín
- 67. Dragones chinos
- 68. La isla del tiempo
- 69. Regreso a la Atlántida
- 70. El misterio de las piedras sagradas
- 71. El planeta de los dragones
- 72. ¡La Mona Lisa ha desaparecido!
- 73. El vampiro del espacio
- 74. Seres microscópicos
- 75. Eres un genio
- 76. El tren fantasma
- 77. La máquina de realidad virtual
- 78. Terror en Daredevil Park
- 79. Los ordenadores toman el poder
- 80. Noche de terror
- 81. El tatuaje de la muerte
- 82. ¡Rehenes!
- 83. Campeón de snowboard
- 84. La maldición de los piratas
- 85. Canasta triple
- 86. Atrapados en el futuro
- 87. La desaparición de los delfines
- 88. A través de la puerta electrónica
- 89. ¡Peligro! Nos ataca un cometa
- 90. ¿Quién eres tú?

### Elige tu propia aventura Globo Azul
Esta colección se compone de 40 números, de menos páginas que la colección original y está orientada a niños menores de 10 años:
- 1. El genio de la botella
- 2. La casa encantada
- 3. Tu robot particular
- 4. Estás encogiéndote
- 5. El monstruo de la laguna
- 6. ¡Dragones!
- 7. Sendero Indio
- 8. El lodo verde
- 9. El circo
- 10. El tesoro sumergido
- 11. Viajes de ensueño
- 12. Gorga, el monstruo espacial
- 13. Los tres deseos
- 14. País de caballos salvajes
- 15. Problemas en el espacio
- 16. El sendero mágico
- 17. La tumba de la momia
- 18. El rapto del hada
- 19. Viaje espacial
- 20. La cueva de hielo
- 21. El expreso del oso polar
- 22. El puerto embrujado
- 23. El hechicero malvado
- 24. La torre de Londres
- 25. La caravana
- 26. El castillo de arena
- 27. El caso del perro perdido
- 28. Intriga durante el rodaje
- 29. Mona ha desaparecido
- 30. Campamento de verano
- 31. El árbol de Navidad
- 32. Tempestad sobre El Cisne Negro
- 33. El árbol de los búhos
- 34. El monstruo Piesgrandes
- 35. Fuego
- 36. Resplandor en la montaña
- 37. El gran tesoro
- 38. Aventuras en la estatua de la libertad
- 39. La carrera del año
- 40. Rescate en el océano

### Elige tu propia aventura (Edición argentina)
- 1. Viaje por las galaxias
- 2. La caverna del tiempo
- 3. Viaje bajo el mar
- 4. Al Sahara en globo
- 5. El misterio de la casa de piedra
- 6. Tu nombre en clave es Jonás
- 7. El secreto de las pirámides
- 8. El abominable hombre de las nieves
- 9. ¿Quién mató al presidente?
- 10. Dentro del OVNI 54-40
- 11. El misterio de los mayas
- 12. El expreso de los vampiros
- 13. Las joyas perdidas de Nabuti
- 14. La carrera interminable
- 15. Eres un agente secreto contra los nazis
- 16. La supercomputadora
- 17. La huida
- 18. El tesoro secreto del Tibet
- 19. Guerra contra el amo del mal
- 20. El misterio del escudo escocés
- 21. El hiperespacio
- 22. Odisea en el gran cañón del Colorado
- 23. Perdido en el Amazonas
- 24. La sombra mortal
- 25. Supervivencia en el mar
- 26. El reino subterráneo
- 27. El castillo prohibido
- 28. El misterio de Ura Senke
- 29. Patrulla espacial
- 30. La tribu perdida
- 31. El misterio de la posada del Eco
- 32. Problemas en el planeta Tierra
- 33. Regreso a la cueva del tiempo
- 34. El secreto de los ninjas
- 35. El misterio del rock
- 36. El oro de los incas
- 37. Cazador de fantasmas
- 38. El caso del rey de la seda
- 39. La isla del terror
- 40. ¡Desaparecidos!
- 41. El planeta perfecto
- 42. Buscadores de tesoros
- 43. En busca de los gorilas de las montañas
- 44. El misterio de las piedras sagradas
- 45. Regreso a la Atlántida
- 46. El planeta de los dragones
- 47. El secreto de los delfines
- 48. Hoy es tu día de suerte
- 49. ¡Te has vuelto microscóspico!
- 50. El planeta olvidado
- 51. El retorno de los ninjas
- 52. El tren fantasma
- 53. La isla de los dinosaurios
- 54. Invasión extraterrestre
- 55. La isla del tiempo
- 56. La máquina de la realidad
- 57. El secreto de la colina del misterio
- 58. El parque endiablado
- 59. Estrella de fútbol
- 60. Maestro de judo
- 61. El choque del cometa
- 62. La última carrera
- 63. Terror en el Titanic
- 64. Ciber-guerra interespacial
- 65. Ciclismo todo terreno
- 66. Ciborg Ninja
- 67. ¡Huracán!
- 68. Misión Secreta
- 69. Campeón de snowboard
- 70. El regreso del Ninjaborg

### Elige tu primera aventura
- 1. El cumpleaños
- 2. El Panda se ha perdido
- 3. El pequeño búho abandona el nido
- 4. Una ayuda muy especial
- 5. Hacemos las paces
- 6. El conejo y su hermana
- 7. El mapache va a la playa
- 8. El pato encuentra a un amigo
- 9. Una noche en casa de los abuelos
- 10. Una tarde lluviosa
- 11. Vaya día
- 12. ¡Vamos a divertirnos!

### Elige tu propia aventura - Halcones del espacio
- 1. Baakra está en peligro
- 2. La invasión de los céfids
- 3. La fortaleza especial
- 4. Los señores de los cometas

### Elige tu propia aventura - Las aventuras del joven Indiana Jones
- 1. El valle de los reyes
- 2. Al sur de la frontera
- 3. La revolución rusa
- 4. Los maestros del Louvre
- 5. Safari en África
- 6. Más allá de la gran muralla

### Elige tu propia superaventura
- 1. Viaje al año 3000
- 2. Peligro en Oriente

### Elige tu propio escalofrío
- 1. La noche del hombre lobo
- 2. El castillo de la oscuridad
- 3. ¡Soy una mosca!
- 4. La momia que no quería morir
- 5. La fiesta de Halloween
- 6. Joel ha desaparecido
- 7. La isla maldita
- 8. El bosque tenebroso
- 9. El veneno de la serpiente
- 10. Un vampiro en la oscuridad
- 11. El espejo diabólico
- 12. Terror en el hospital
- 13. La niña embrujada
- 14. Un amigo peligroso